# 高遠電灯
高遠電灯（たかとおでんとう）は、かつて長野県上伊那郡高遠町（現長野県伊那市）にあった電力会社。1913年（大正2年）に設立された。主唱者かつ初代社長が豊島恕平（じょへい）、二代目社長が黒河内千代太郎、三代目社長が黒河内義夫。

## 沿革

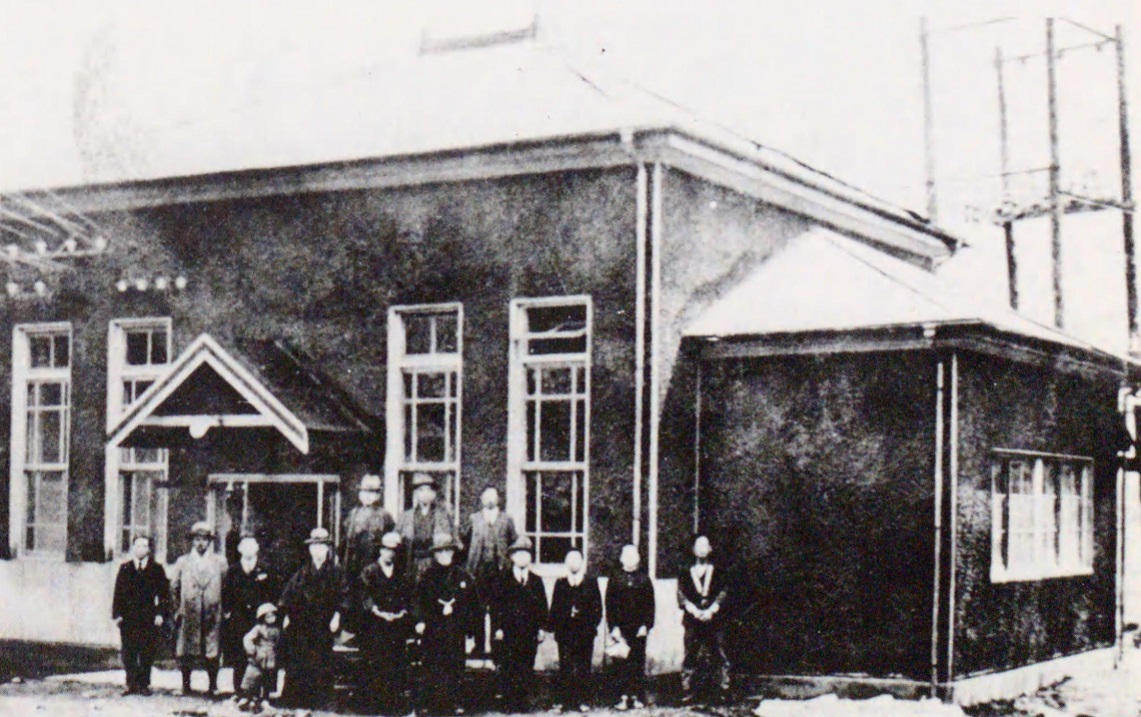
高遠電灯高遠変電所

1913年（大正2年）4月設立。資本金 5万円。1907年（明治40年）から1914年（大正3年）にかけて、福島電気、伊那電車軌道、野沢温泉水力電気、鳥居電力、高遠電灯などの新規参入もあって、電灯の需要家数や灯数などの指標で5倍前後の伸びを示している。
黒河内義夫の口伝によると県会議長で長野電灯の社長花岡次郎が高遠町出身の県会議員だった豊島恕平へ、高遠地方を電力供給区域にしたいという意向を伝えたが、地域住民の伝統的地域意識により自分たちの手で電気事業を行うことを決定。
1913年（大正2年）4月、長野電灯の小黒発電所竣工による余剰電力を、花岡氏と豊島氏の協議により受電することとなり、高遠地方1町６カ村を供給区域とする電気事業経営許可申請を行う。のちに長野電灯伊那支社は伊那電車軌道会社（のちの伊那電気鉄道株式会社）に買収された。
同年9月、許可。10月、設立・開業。
1923年（大正12年）7月3日、かねてから計画していた戸台発電所の出願許可。1924年（大正13年）に着工し、1926年（大正15年）8月に竣工した。工事費14万5千円、出力430 kW、高遠変電所までの送電線は約10 km。当時の高遠電灯は資本金を27万円増額、電力供給100 kWとなり、余剰電力は伊那電気鉄道株式会社へ供給、1割の配当を受けていた。
1933年（昭和8年）頃からの電力統制管理説および自主統制の見地から、小電気事業者の吸収合併が進む中、高遠電灯も当時の電気事業界の指導者であった松永安左エ門の勧めもあって、1937年（昭和12年）8月26日、伊那電気鉄道との合併に踏み切った。なお伊那電気鉄道は1935年（昭和10年）には鉄道電気証券を、高遠電灯と合併後の1938年（昭和13年）8月には和田水力電気をそれぞれ買収している。
1937年（昭和12年）12月1日に合併完了。対等合併であり事業一切および権利義務は伊那電気鉄道株式会社が継承し、発展的解散となった。黒河内義夫は伊那電気鉄道株式会社の重役となった。

## 歴代社長

### 豊島恕平
1862年生、1920年没。1862年高遠藩士亀井則義の九男として生まれる。親戚の豊島篤次の養子として長崎で育つ。1878年四月長崎中学校を卒業後、長崎医学校に入学。1884年、医師の開業免許を受け、長崎県三菱会社の高島炭坑病院に勤務。医学の研究を行った後、郷里高遠に帰って豊島医院を開業した。
1907年頃から政界に進出し、上伊那郡会議員に当選。1911年には、長野県会議員に当選し活躍した。1910年代、高遠に電気が敷設されていなかったため、有志とはかり、高遠電灯株式会社を創設。初代社長に就任して、電灯の普及に努めた。1920年、伊那と高遠の間に電車を運行する計画をすすめ、高遠電気軌道会社を創立して認可を受けた。同年9月29日59歳で逝去。

### 黒河内千代太郎
1860年生、1931年没。太松(だいまつ)酒造店の創業者。黒河内松治郎の長男として生まれる。酒造業に専念するとともに、木材販売、蚕の仲買業、運送業など手広く手がける。1910年代、豊島恕平らと共に高遠電灯株式会社を発足。豊島恕平社長没後二代目社長となり、1925年長谷村戸台に発電所戸台発電所を建設した。後に上伊那銀行開設とともに取締役に就任し、金融発展にも尽力した。1931年8月1日逝去。

### 黒河内義夫

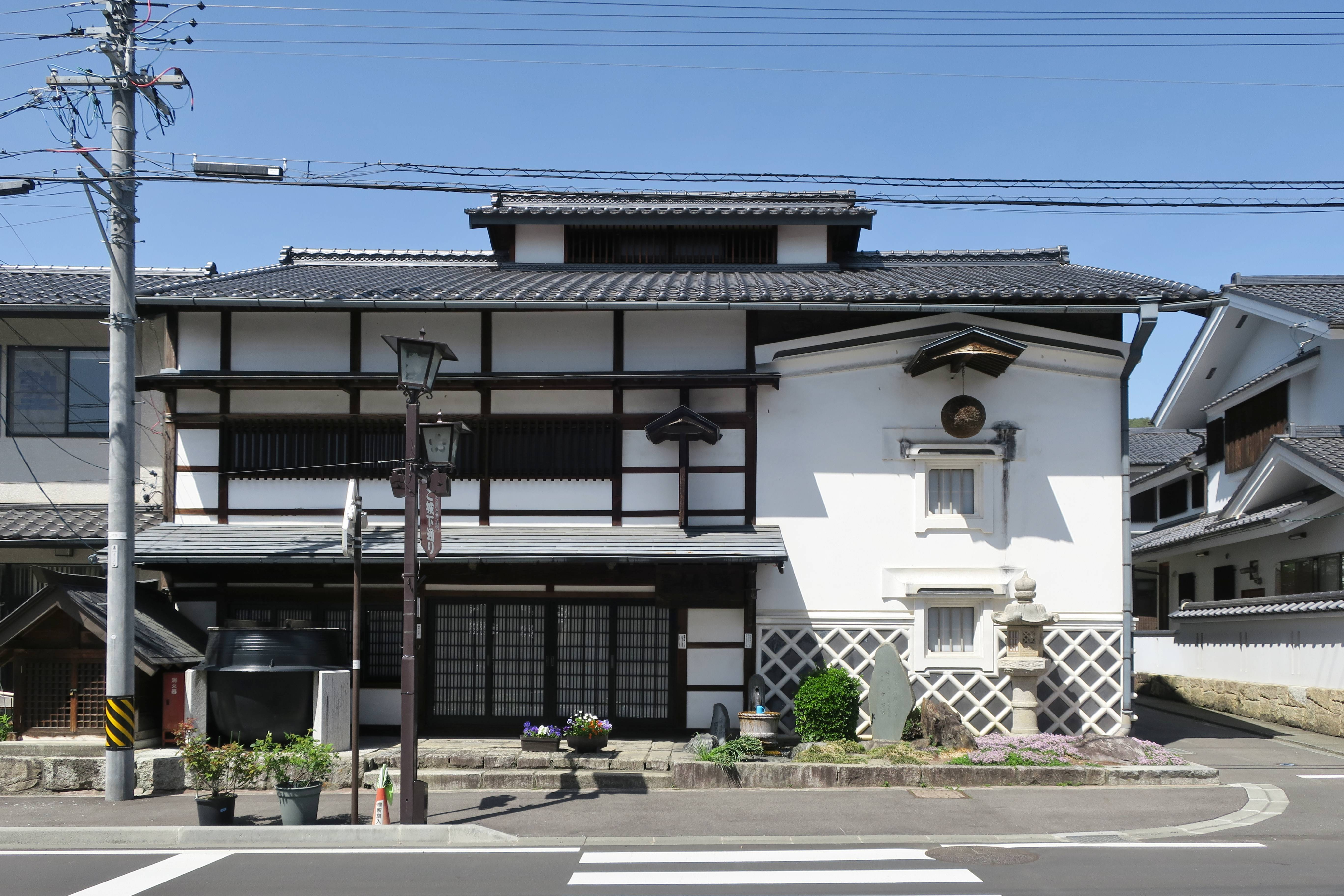
仙醸の旧酒蔵

1889年生、1971年没。朝日村（現在の辰野町）沢底の古村武衛門の二男として生まれる。
長野県立諏訪中学校（現長野県諏訪清陵高等学校・附属中学校）を経て、早稲田大学商学部を卒業後、大日本麦酒株式会社に入社。札幌工場勤務後の1913年、黒河内千代太郎の婿養子に迎えられ、家業の酒屋を継ぐ。酒造業以外に高遠郵便局長、伊那酒造組合長、長野県酒造組合連合会の理事を務める。
1931年、千代太郎逝去後に黒河内家の家督を継ぎ、高遠電灯株式会社の社長に就任。その後、戦時産業統制の色が濃くなり、高遠電灯株式会社は伊那電気鉄道株式会社と
合併し、伊那電となりその取締役に就任した。第二次世界大戦中、鉄道事業は鉄道省（後の国鉄）に吸収され、電灯事業は中部配電（現中部電力）に吸収されて伊那電気鉄道株式会社は消滅した。
1947年に初代高遠町町長に就任し、1期4年務めた。町長退任後は家業に専念。1930年に太松酒造店は法人組織となり高遠酒造株式会社に名称が変わり、銘酒仙醸の醸造元として社長職にあった。1971年83歳で逝去。

## 高遠電灯の電気事業
1914年(大正3年）時点。
- 供給力　80キロワット
- 電線路こう長　14.0キロメートル
- 電灯需要家数　672
- 電灯需要灯数　1258
- 電灯需要換算電気力　37キロワット
- 平均負荷（夜間）　46％
- 払込資本金　25千円